# Definitive Jux
Definitive Jux ist ein 1999 vom Rapper und Produzenten El-P in New York gegründetes Independent-Label, das hauptsächlich Underground-Hip-Hop produziert.
Bis 2000 trug das Hip-Hop-Label noch den Namen Def Jux. Da allerdings Russell Simmons aufgrund der Ähnlichkeit mit dem Label Def Jam eine gerichtliche Änderungsverfügung erreichte, wurde es in Definitive Jux geändert.
Im Februar 2010 kündigte El-P an, das Label als solches aufzulösen. Es gab zwar weiterhin die Webpräsenz von Definitive Jux, auf welcher bis Mitte 2012 auch noch Definitive-Jux-Merchandise bestellt werden konnte, aber alle ehemals unter Vertrag stehende Künstler wechselten das Label. Kurz nach der Veröffentlichung von El-Ps Album Cancer 4 Cure wurde die Definitive-Jux-Webseite in die des Labels Daylight Curfew eingebunden.
Beim Label unter Vertrag stehende Künstler nannten sich selbst Def Jukies.

## Künstler
- Activator
- Aesop Rock
- Cage
- Camu Tao
- Cannibal Ox (Vast Aire, Vordul Mega)
- Chin Chin
- Company Flow (El-P, Mr. Len, Bigg Jus)
- Cool Calm Pete
- C-Rayz Walz
- Danny!
- Del tha Funkee Homosapien
- Despot
- Dizzee Rascal
- El-P
- Hangar 18
- Junk Science
- Masai Bey
- Mike Ladd
- Mr. Lif
- Murs
- Party Fun Action Committee (Blockhead, Jer)
- RJD2
- Rob Sonic
- S.A. Smash (Camu Tao, Metro)
- Sonic Sum (Rob Sonic, Erik M.O., DJ Fred Ones, Jean Daval)
- The Mighty Underdogs (Gift of Gab, Lateef the Truth Speaker, Headnodic)
- The Perceptionists (Mr. Lif, Akrobatik, DJ Facts One)
- The Presence
- The Weathermen (El-P, Aesop Rock, Cage, Breeze Brewin, Yak Ballz, Tame1)
- Yak Ballz

## Diskografie (Auswahl)
Label-Sampler
- 2001: Def Jux Presents
- 2001: Farewell Fondle 'Em
- 2002: Definitive Jux Presents 2
- 2003: Definitive Jux Presents: The Revenge Of The Robots (DVD)
- 2004: Definitive Jux Presents 3
- 2005: Definitive Jux Teaser 2005
- 2005: Definitive Jux Presents: Bucket of B-Sides Vol. 1
- 2005: Little Movies, Big Noises (DVD)
- 2007: Definitive Swim Zusammenarbeit mit dem TV-Sender Adult Swim
- 2009: Definitive Jux Presents, Vol. 4
- 2010: Definitive Jux Presents: Time Travel Vol. 1

Aesop Rock
- 2001: Labor Days
- 2002: Daylight (EP)
- 2003: Bazooka Tooth
- 2005: Fast Cars, Danger, Fire and Knifes (EP)
- 2007: None Shall Pass

Cage
- 2005: Hell’s Winters
- 2009: Depart from Me

C-Rayz Walz
- 2003: Ravipops (The Substance)

El-P
→ siehe El-P
RJD2
- 2002: Deadringer
- 2004: Since We Last Spoke

Cannibal Ox
- 2001: The Cold Vein

Murs
- 2003: The Beginning of the End

Mr. Lif
- 2000: Enters the Collosus (EP)
- 2002: Emergency Rations (EP)
- 2002: I Phantom
- 2006: Mo’ Mega